# Рудницький Валерій Іванович
Вале́рій Іва́нович Рудни́цький (нар. 15 січня 1956, Випасне, СРСР) — радянський та український військовик, генерал-лейтенант, заступник командувача Національної гвардії України з громадської безпеки. Повний лицар ордена Богдана Хмельницького.

## Життєпис
Валерій Рудницький народився у селі Випасне, що на Одещині. У 1975 році розпочав службу у внутрішніх військах МВС СРСР. У 1983 році закінчив Орджонікідзевське вище військове командне училище Міністерства внутрішніх справ. Служив у Національній гвардії України, Збройних Силах та в органах МВС. У 2000 році отримав диплом Національної академії внутрішніх справ України.
Тривалий час очолював Східне територіальне командування внутрішніх військ МВС України. У 2004 році, як керівник управління, був задіяний у силових операціях під час виборів президента.
20 серпня 2009 року Валерію Рудницькому присвоєно військове звання генерал-лейтенанта.
Наприкінці серпня 2010 року Рудницького призначили начальником управління Південного ТрК ВВ МВС, обов'язки якого він виконував до 25 січня 2012 року, після чого був переведений на посаду першого заступника командувача внутрішніх військ України.
19 квітня 2014 року указом виконувача обов'язків Президента України Олександра Турчинова був призначений на посаду начальника Управління Служби безпеки України в Донецькій області, яку обіймав до 26 травня того ж року. Наступником Рудницького на посаді начальника Управління Служби безпеки України в Донецькій області став полковник Лизогуб Віталій Миколайович.
Того ж дня, 19 квітня 2014 року Валерій Рудницький був призначений заступником командувача Національної гвардії України з громадської безпеки.

## Нагороди
- Орден Богдана Хмельницького I ст. (21 серпня 2014) — за особисту мужність і героїзм, виявлені у захисті державного суверенітету та територіальної цілісності України, вірність військовій присязі, високопрофесійне виконання службового обов'язку[9];
- Орден Богдана Хмельницького II ст. (5 липня 2012) — за значний особистий внесок у підготовку і проведення в Україні фінальної частини чемпіонату Європи 2012 року з футболу, успішну реалізацію інфраструктурних проектів, забезпечення правопорядку і громадської безпеки під час турніру, піднесення міжнародного авторитету Української держави, високий професіоналізм[10];
- Орден Богдана Хмельницького III ст. (20 серпня 2001) — за вагомий особистий внесок у справу зміцнення законності й правопорядку, зразкове виконання службового обов'язку та з нагоди 10-ї річниці незалежності України[11];
- Медаль «За бездоганну службу» III ст. (26 січня 1998) — за зразкове виконання військового обов'язку досягнення високих показників у бойовій і професійній підготовці[12];
- Медаль «За бойові заслуги».